# Narenga
Narenga biljni rod iz porodice trava raširen po Etiopiji,  i tropskoj i suptropskoj Aziji.

## Vrste
Postoje dvije priznate vrste trajnica:
1. Narenga fallax (Balansa) Bor
2. Narenga porphyrocoma (Hance) Bor